# Yucatán-félsziget

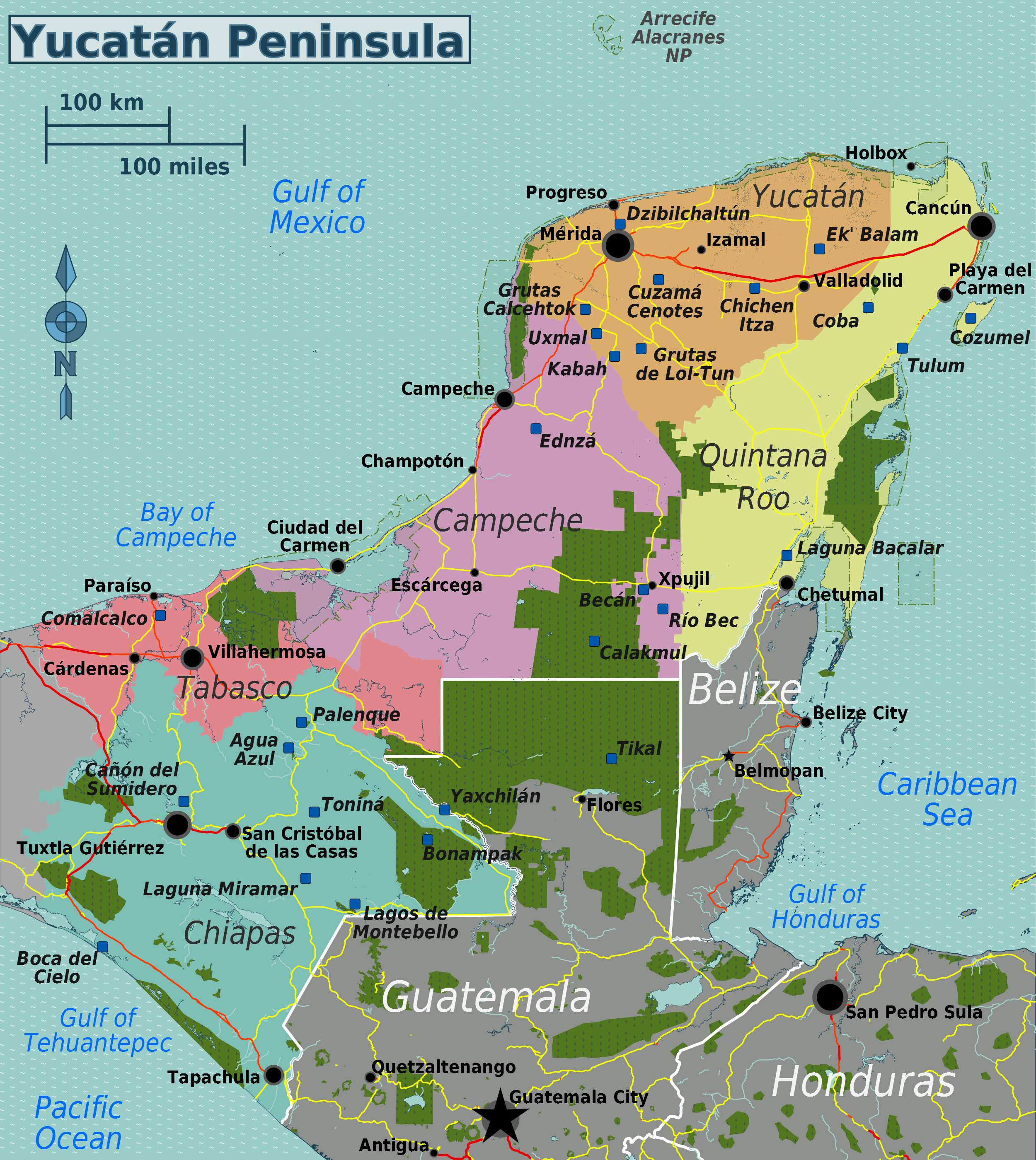
A fő városok és fő maja romvárosok

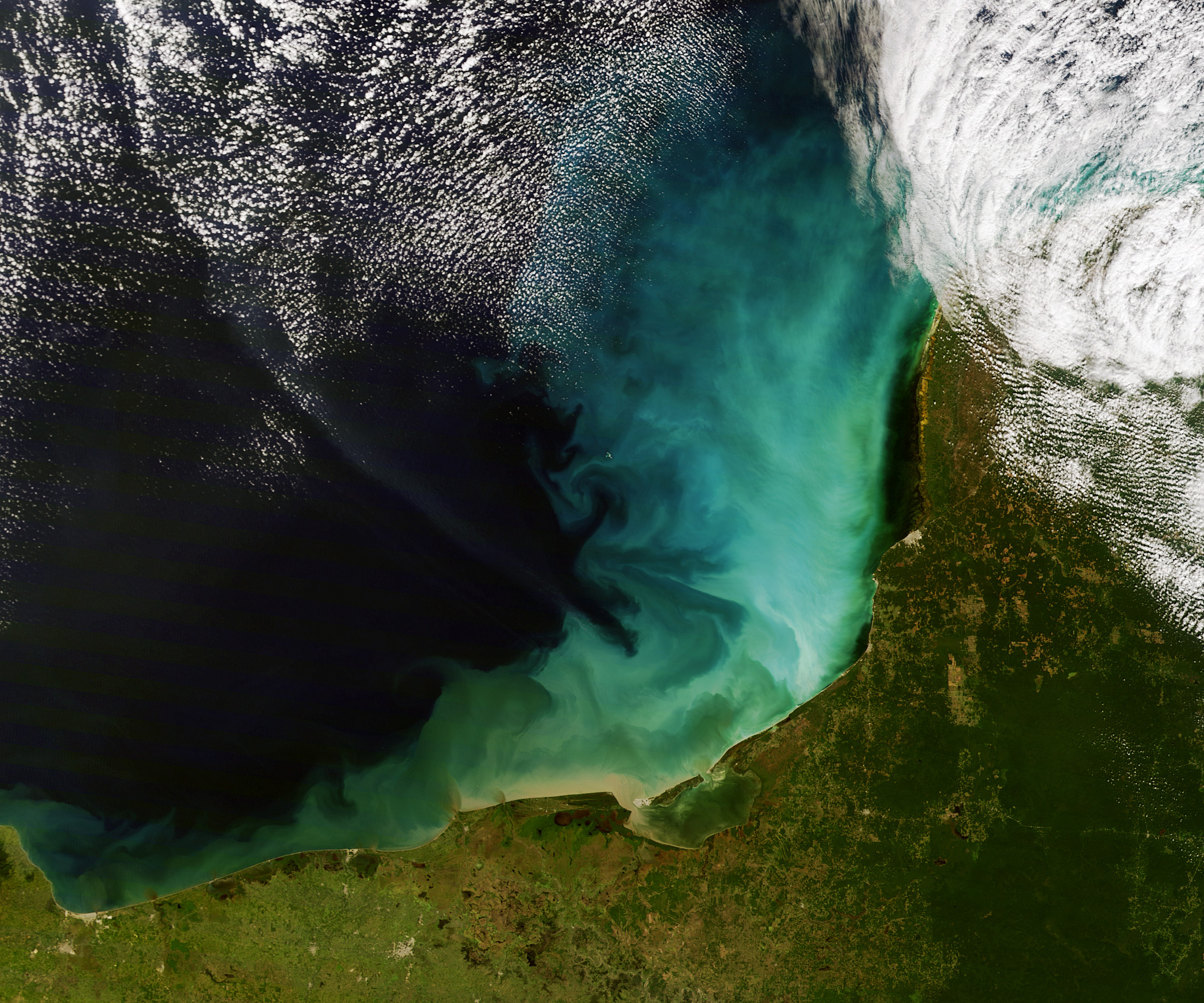
Színek tobzódása a Mexikói-öböl sekély vizében (2008-as műholdas felvétel, jobbról a Yucatán-félsziget látható).
A színeket a vízben lévő különböző lerakódások és fitoplankton szervezetek okozzák.
A képen mintegy 600 km szélességű terület látható.

A Yucatán-félsziget Közép-Amerikában, Mexikó délkeleti részén elhelyezkedő földnyelv, amely a Karib-tengert (a Hondurasi-öbölt) választja el a Mexikói-öböltől. Az ország 15 földrajzi nagytájának egyike. Legészakibb pontja a Catoche-fok (Cabo Catoche). Gyakran sújtják hurrikánok.
Itt volt a maja civilizáció központja. Olyan maja városromokat csodálhatunk itt meg, mint Tikal, Calakmul, Uxmal, Chichén Itzá, Cobá, Mayapán vagy épp Tulum (Zamá).
A Yucatán-félsziget nagyrészt lapos, trópusi terület buja dzsungelekkel, a déli részen esőerdőkkel. A keleti part mentén a világ második legnagyobb egybefüggő korallzátonya határolja, és itt található a világ egyik legnagyobb atollja is, a Banco Chinchorro.
A félsziget számos óriási lagúnát, mangrove mocsarat foglal magába, állat- és növényvilága egyedülálló.
A félsziget egyik legérdekesebb jellegzetessége a karsztos kőzetből kialakult több ezer cenote. Ezek az édesvízzel telt, 4-5 méter mélytől 50-60 méter mélységig beomlott kör alakú barlangok. A dinoszauruszok kihalásának fő okaként megjelölt Chicxulub-krátert is ezek segítségével fedezték fel.

## Főbb részei

### Mexikódélkeleti része

#### Tagállamok
- Yucatán,
- Campeche és
- Quintana Roo

#### Főbb városok
- Cancún
- Mérida
- Playa del Carmen
- Valladolid
- Campeche
- Ciudad del Carmen
- Chetumal

### Belize

#### Főbb városok
- Belizeváros
- Belmopan

### Guatemalaészaki része
- Petén megye

#### Főbb város
- Flores

## Fő látnivalók
- Az egykori maja civilizáció romjai, piramisai
- A cenoték (elsősorban a félsziget északi részén)
- Régi (16. századi) spanyol templomok vagy azok romjai, illetve a gyarmati építészet
- A tengerpart (a legszebb részek a félsziget keleti partján)